# Aire d'attraction de Marennes-Hiers-Brouage
L'aire d'attraction de Marennes-Hiers-Brouage est un zonage d'étude défini par l'Insee pour caractériser l’influence de la commune de Marennes-Hiers-Brouage sur les communes environnantes. Publiée en octobre 2020, elle se substitue à l'aire urbaine de Marennes-Hiers-Brouage, qui comportait 2 communes dans le dernier zonage qui remontait à 2010.

## Définition
L'aire d'attraction d'une ville est composée d’un pôle, défini à partir de critères de population et d’emploi ainsi que d’une couronne constituée des communes dont au moins 15 % des actifs travaillent dans le pôle. Le pôle d’attraction constitue ainsi un point de convergence des déplacements domicile-travail,.

## Type et composition
L’aire d'attraction de Marennes-Hiers-Brouage est une aire intra-départementale qui comporte 3 communes en Charente-Maritime.
Elle est catégorisée dans les aires de moins de 50 000 habitants, une catégorie qui regroupe 16,5 % de la population de Nouvelle-Aquitaine et 12,2 % au niveau national.

### Carte

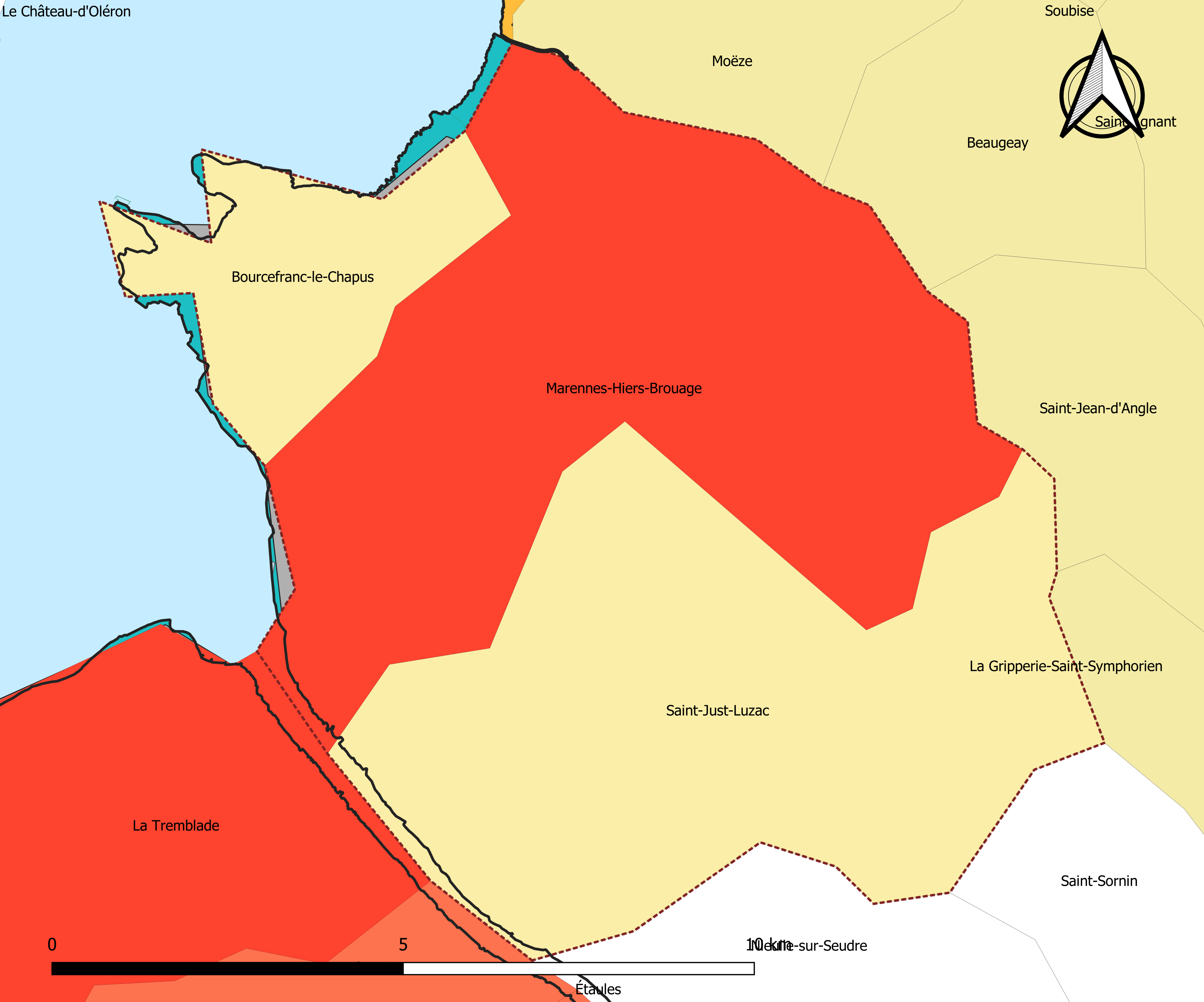
Carte de l'aire d'attraction de Marennes-Hiers-Brouage.
Commune-centre
Commune de la couronne

### Composition communale
| Nom                                     | Code Insee | Département       | Statut                 | Superficie (km2) | Population (dernière pop. légale) | Densité (hab./km2) | Modifier                                    |
| --------------------------------------- | ---------- | ----------------- | ---------------------- | ---------------- | --------------------------------- | ------------------ | ------------------------------------------- |
| Marennes-Hiers-Brouage (commune-centre) | 17219      | Charente-Maritime | commune-centre         | 51,44            | 6 148 (2022)                      | 120                | modifier les données · modifier les données |
| Bourcefranc-le-Chapus                   | 17058      | Charente-Maritime | commune de la couronne | 12,40            | 3 515 (2022)                      | 283                | modifier les données · modifier les données |
| Saint-Just-Luzac                        | 17351      | Charente-Maritime | commune de la couronne | 47,74            | 2 100 (2022)                      | 44                 | modifier les données · modifier les données |